# 마에다 히로키 (1998년)
마에다 히로키(일본어: 前田 紘基, 1998년 8월 25일~)는 일본의 축구 선수이다.

## 구단 경력
그는 2021년 J2리그의 기라반츠 기타큐슈에 입단했다. 2021년후 J3리그에 강등했다. 2024년까지 38경기에 출전. 2025년 일본 풋볼 리그의 베르스파 오이타로 이적했다.